# Gottschea conchophylla
Gottschea conchophylla là một loài rêu tản trong họ Schistochilaceae. Loài này được (E.A. Hodgs. & Allison) Grolle & Zijlstra miêu tả khoa học lần đầu tiên năm 1984.